# Вилке, Ханна
Ханна Вилке (англ. Hannah Wilke, имя при рождении Арлен Ханна Буттер (англ. Arlene Hannah Butter), 7 марта 1940 — 28 января 1993) — американская художница, скульптор, фотограф. В своем творчестве обращалась к темам феминизма, сексуальности и женственности. При жизни активно проводила выставки, но её работы, использующие женскую сексуальность достаточно противоречивым образом входили лишь в небольшое число постоянных коллекций музеев, не стремившихся, к тому же, приобретать произведения искусства, созданные участницами феминистского движения. Однако после смерти Вилке её творения вошли во многие постоянные коллекции, например, Бруклинского музея. The Hannah Wilke Collection and Archive была создана в Лос-Анджелесе в 1999 году сестрой Ханны Марси Шарлатт (Marsie Scharlatt) и её семьей.

## Биография
Ханна родилась в еврейской семье в Нью-Йорке. Её дедушка и бабушка эмигрировали в США из Восточной Европы.
Вилке изучала, а затем и преподавала искусство. В 1960-х она начинала свой путь с терракоторых вульвообразных скульптур, которые стали популярным политическим высказыванием в рамках борьбы женщин за равные права, а затем занялась боди-артом, используя для перформансов собственное тело. В 1974—1975 годах Вилке создала проект «S.O.S.Starificaion Object Series: An Adult Game of Mastication». В творчестве Ханны на протяжении всей её карьеры активно использовались феминистские нарративы.
Скончалась от лимфомы в Хьюстоне, штат Техас, не дожив до 53 лет. Процесс болезни и умирания был запечатлен на фотографиях её мужем и стал последней работой художницы, названной Intra-Venus (1992—1993). На этих фотографиях показаны изменения тела и личности художницы, вызванные болезнью и длительным тяжёлым лечением (химиотерапией), её преображение из счастливой женщины средних лет в страдающую больную. Данная работа широко обсуждалась, о ней много писали. Среди прочего, эта работа поднимает вопрос «скрывания» больных от общества так, будто в умирании есть личный позор.

### Семья
В 1969—1977 состояла в отношениях с Класом Олденбургом.
С 1982 года жила с мужчиной по имени Дональд Годдард, который стал её мужем в 1992, незадолго до смерти Ханны.

## Награды и гранты
Creative Artists Public Service Grant (1973); National Endowment for the Arts Grant (четырежды: 1987, 1980, 1979, 1976); Pollack-Krasner Foundation Grant (дважды: 1992, 1987); Guggenheim Fellowship (1982), а также International Association of Art Critics Award (1993).